# LIHG-Meisterschaft 1914
Die dritte und letzte LIHG-Meisterschaft fand unter dem Namen Coupe de Chamonix 1914 vom 20. bis 22. Januar 1914 in Chamonix, Frankreich statt. Dabei wurden die teilnehmenden Nationen durch ihre besten Clubmannschaften vertreten. Das Vereinigte Königreich wurden durch den Princes Ice Hockey Club, Frankreich durch den Club des Patineurs de Paris, das Königreich Böhmen durch eine Spielgemeinschaft Česká sportovní společnost/SK Slavia Prag und das Deutsche Reich durch den Berliner Schlittschuhclub vertreten.
Die Mannschaft des Vereinigten Königreichs gewann das Turnier mit einer Bilanz von 3 Siegen aus ebenso vielen Spielen.

## Spiele
| 20. Januar 1914 | Frankreich Alfred de Rauch | 1:1 (1:0, 0:1) | Böhmen Jaroslav Jirkovský | Chamonix |

| 20. Januar 1914 | Deutsches Reich Franz Lange Nils Molander | 2:3 (2:1, 0:2) | England Howard Webster (2) Guy Clarkson | Chamonix |

| 21. Januar 1914 | Deutsches Reich Franz Lange (4) | 4:2 (2:1, 2:1) | Böhmen Jaroslav Jirkovský (2) | Chamonix |

| 21. Januar 1914 | Frankreich | 0:3 (0:2, 0:1) | England Guy Clarkson Alfred Goodale Howard Webster | Chamonix |

| 22. Januar 1914 | Böhmen Josef Šroubek (2) | 2:9 (0:6, 2:3) | England Guy Clarkson (3) Howard Webster (6) | Chamonix |

| 22. Januar 1914 | Frankreich | 0:0 (0:0, 0:0) | Deutsches Reich | Chamonix |

## Abschlusstabelle

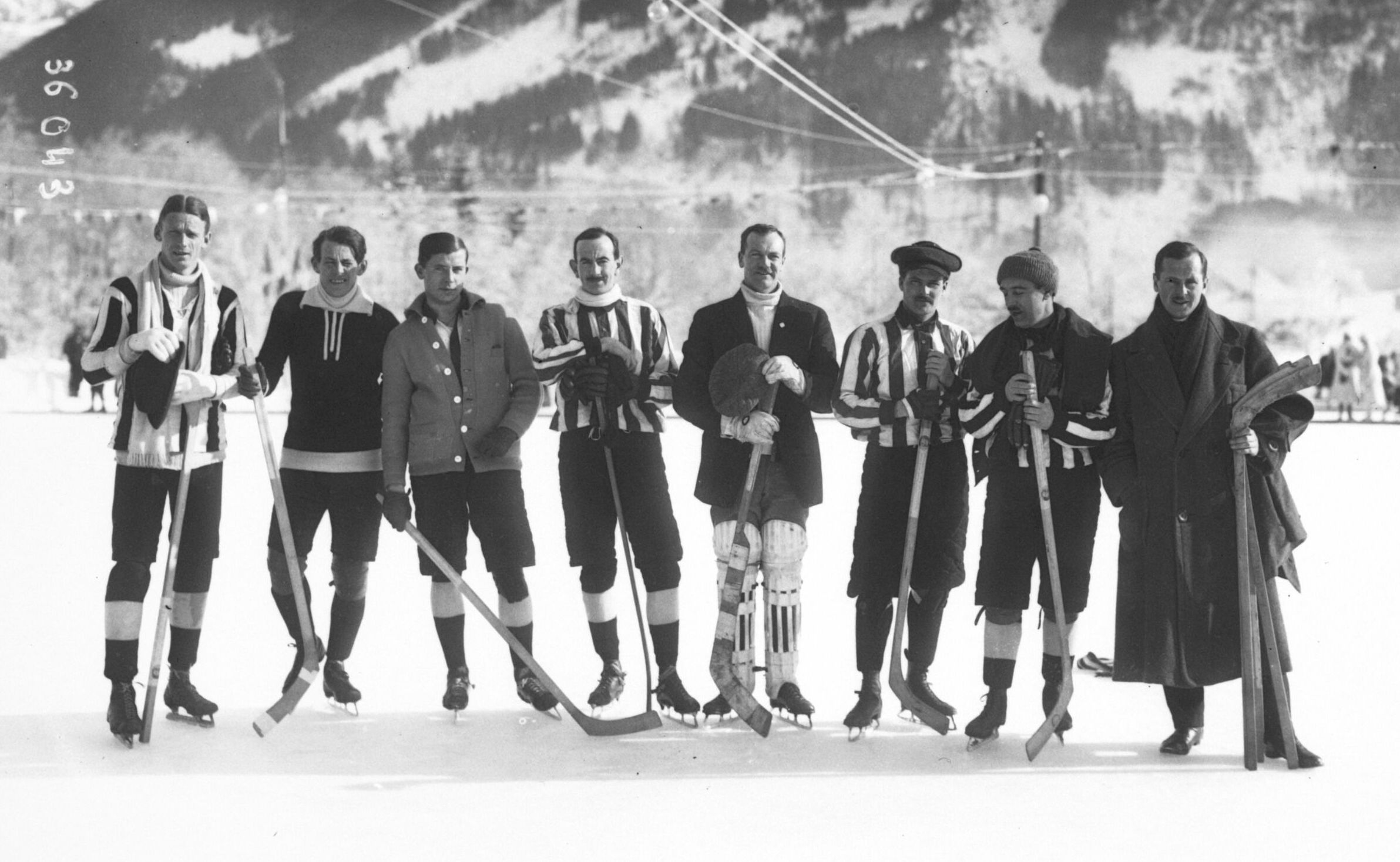
Mannschaftskader der deutschen Mannschaft (Berliner Schlittschuhclub)

|    |                                   | Sp | S | U | N | Tore  | Punkte |
| -- | --------------------------------- | -- | - | - | - | ----- | ------ |
| 1. | England (Princes Ice Hockey Club) | 3  | 3 | 0 | 0 | 15:04 | 6:0    |
| 2. | Deutschland (Berliner SC)         | 3  | 1 | 1 | 1 | 06:05 | 3:3    |
| 3. | Frankreich (CP Paris)             | 3  | 0 | 2 | 1 | 01:04 | 2:4    |
| 4. | Böhmen (CSS/Slavia Prag)          | 3  | 0 | 1 | 2 | 05:14 | 1:5    |

## Mannschaftskader
| England     | Feldspieler: Guy Clarkson, Alfred Goodale, Frederick Hutchinson, Robert Le Cron, Peter Patton, Arthur Sullivan, Howard Webster Torhüter: Matthew Agar                |
| Deutschland | Feldspieler: Hans Georgii, Wilhelm Glimm, Bruno Grauel, Charles Hartley, Max Holsboer, Franz Lange, Nils Molander, Johan Ollus, Alfred Steinke Torhüter: Arthur Boak |
| Frankreich  | Feldspieler: Andre Brasseur, Pierre Charpentier, Jacques Chaudron, Alfred de Rauch, Robert Lacroix, Robert Masson, Robert Simond, H. Taylor Torhüter: Robert George  |
| Böhmen      | Feldspieler: Jan Fleischmann, Mila Fleischmann, Jaroslav Jirkovský, Jan Palouš, Frantisek Rublic, Josef Rublic, Josef Šroubek Torhüter: Karel Wälzer                 |